# Municipio de Cass (condado de Greene, Misuri)
El municipio de Cass (en inglés: Cass Township) es un municipio ubicado en el condado de Greene en el estado estadounidense de Misuri. En el año 2010 tenía una población de 1154 habitantes y una densidad poblacional de 14,32 personas por km².

## Geografía
El municipio de Cass se encuentra ubicado en las coordenadas 37°22′37″N 93°27′23″O / 37.37694, -93.45639. Según la Oficina del Censo de los Estados Unidos, el municipio tiene una superficie total de 80.6 km², de la cual 80,6 km² corresponden a tierra firme y (0 %) 0 km² es agua.

## Demografía
Según el censo de 2010, había 1154 personas residiendo en el municipio de Cass. La densidad de población era de 14,32 hab./km². De los 1154 habitantes, el municipio de Cass estaba compuesto por el 97,83 % blancos, el 0,09 % eran afroamericanos, el 0,09 % eran amerindios, el 0,35 % eran asiáticos, el 0,17 % eran de otras razas y el 1,47 % eran de una mezcla de razas. Del total de la población el 1,13 % eran hispanos o latinos de cualquier raza.